# アレクセイ・メドベデフ
アレクセイ・メドベデフ（ラテン文字表記：Aleksei Medvedev、1972年10月5日 - ）は、ベラルーシのレスリング選手。1996年アトランタオリンピックレスリングフリースタイル130kg級の銀メダリストである。
メドベデフは、1996年アトランタオリンピックではフリースタイル130kg級に出場し、決勝に進出。しかし、トルコのマフムート・デミルに3-0で敗れ、銀メダルに終わる。4年後の2000年シドニーオリンピックでも、同階級に出場。予選リーグを勝ち上がり、準々決勝に進出したが、この大会で銅メダルを獲得したキューバのアレクシス・ロドリゲスに敗れた。

## 実績
- オリンピック
  - 1996年アトランタオリンピック 銀メダル
- 世界選手権
  - 3位 1994年
- ヨーロッパ選手権
  - 2位 1997年